# Stanisław Cieszkowski
Stanisław Cieszkowski herbu Dołęga – chorąży włodzimierski w latach 1765-1796, stolnik czernihowski w latach 1748–1756, cześnik czernihowski w latach 1737–1748, poseł województwa wołyńskiego na sejm 1748 roku.
Poseł na sejm 1744 roku z województwa czernihowskiego. Poseł czernihowski i sędzia sejmowy na sejmie 1780 roku. 
Odznaczony Orderem Orła Białego w 1793 roku, kawaler Orderem Świętego Stanisława w 1782 roku.